# Sitticus albolineatus
Sitticus albolineatus là một loài nhện trong họ Salticidae.
Loài này thuộc chi Sitticus. Sitticus albolineatus được Wladislaus Kulczynski miêu tả năm 1895.